# Сыцзыван
Хошун Сыцзыва́н (кит. упр. 四子王旗, пиньинь Sìzǐwáng qí) — хошун городского округа Уланчаб автономного района Внутренняя Монголия (КНР). Название хошуна в переводе с китайского означает «Четыре княжича».

## История
У Ноянцина — потомка Джочи-Хасара в 14-м поколении — было четыре сына: Сэнгэ, Сонобу, Эмубу и Ирчжаму. В начале XVII века они кочевали в районе современного Хулун-Буира. Присягнув на верность маньчжурскому государству Поздняя Цзинь, они стали принимать участие в его походах против чахарского Лигдэн-хана, и постепенно их кочевья смещались на запад, пока не достигли этих мест, которые и получили название в честь этих четырёх братьев. В 1636 году маньчжурский император за заслуги перед империей даровал Эмубу власть над этими землями, а в 1649 году присвоил наследственный титул «удельный князь Доло» (кит. трад. 多羅郡王, упр. 多罗郡王, пиньинь Duōluō jùnwáng, палл. Доло-цзюньван).
После Синьхайской революции эти земли вошли в состав Особого административного района Суйюань, ставшего после 1928 года провинцией Суйюань. В 1954 году провинция Суйюань была расформирована, и хошун Сыцзыван вошёл в состав аймака Уланчаб автономного района Внутренняя Монголия.

## Административное деление
Хошун Сыцзыван делится на 5 посёлков, 3 волости и 5 сомонов.